# Criminalità nella Città del Vaticano
La criminalità nella Città del Vaticano si riferisce ad alcuni episodi delittuosi che si verificavano nel tempo all'interno della piccola monarchia ecclesiastica. In conformità con l'articolo 22 dello statuto lateranense del 1929 tra la Santa Sede e l'Italia, il governo di quest'ultimo si impegna a detenere e condannare nel proprio territorio criminali o sospetti che hanno agito in Vaticano, a spese di quest'ultimo per processo e detenzione.
Per tentato o effettuato omicidio del Papa, una legge passata nel 1929 e rimasta valida sino al 1969, prevedeva l'uso della pena di morte. Su iniziativa di Giovanni Paolo II è stata definitivamente rimossa dal sistema legislativo vaticano con la Legge fondamentale del 12 febbraio 2001.

## Attentato a Giovanni Paolo II
Il pontefice Giovanni Paolo II subì un attentato quasi mortale il 13 maggio 1981 in piena piazza San Pietro da parte di Mehmet Ali Ağca, un terrorista turco, che gli sparò due colpi di pistola, pochi minuti dopo che egli era entrato nella piazza per un'udienza generale, colpendolo all'addome. Wojtyła fu presto soccorso e sopravvisse.
L'attentatore venne in seguito condannato all'ergastolo dalla corte penale italiana per attentato a Capo di Stato estero. Nel 2000, il presidente della Repubblica Carlo Azeglio Ciampi gli concesse la grazia: Ali Ağca, estradato dall'Italia, fu condotto nel carcere di massima sicurezza di Kartal (Turchia), nel quale stava scontando la pena di dieci anni di reclusione per l'assassinio del giornalista Abdi İpekçi, avvenuto nel 1979.
Le dichiarazioni spesso contraddittorie del turco riguardo all'attentato portarono all'apertura di più inchieste per ricercare una fonte più o meno diretta che avesse finanziato il progetto omicida.
I documenti analizzati dalla commissione Mitrochin dimostrerebbero che l'attentato fu progettato dal KGB in collaborazione con la polizia della Germania Est (Stasi) e con l'appoggio di un gruppo terroristico bulgaro a Roma, che a sua volta si sarebbe rivolto a un gruppo turco di estrema destra, i lupi grigi. Una relazione di minoranza della stessa commissione negò questa tesi; tuttavia, altri documenti scoperti negli archivi sovietici e resi pubblici nel marzo 2005 sostengono la tesi che l'attentato sia stato commissionato dall'Unione Sovietica.
Altre piste, non necessariamente contraddittorie della prima, suggeriscono il coinvolgimento di Cosa Nostra (ved. dichiarazioni del pentito Vincenzo Calcara), della banda della Magliana e persino di aiuti appoggi interni arrivati dal Vaticano stesso.

## Scomparsa di Emanuela Orlandi
Emanuela Orlandi, nata a Roma il 14 gennaio 1968 e residente in Vaticano assieme ai genitori e a quattro fratelli, scompare nel 1983 all'età di 15 anni per non essere mai più ritrovata.
Il caso si ingigantirà negli anni, collezionando sempre più testimonianze dalle più svariate personalità come agenti dei servizi segreti, esponenti mafiosi ed uomini del clero e portando ad ipotesi che collegherebbero la sparizione ad altri grandi fatti di cronaca del tempo come il crack dell'ambrosiano, i fatti della Banda della Magliana o gli scandali di pedofilia nel Vaticano. 
Negli anni varie indagini, esumazioni e tentativi di identificazione su presunti resti sono stati eseguiti ma senza portare a nulla di fatto, rendendo la sparizione di Emanuela Orlandi un dei più oscuri casi di cronaca della storia vaticana ed italiana.

## Strage delle Guardie Svizzere
Il 4 maggio 1998 in un palazzo della Città del Vaticano vennero ritrovati in una stanza i cadaveri di Alois Estermann, 44 anni, comandante da poche ore del Corpo delle Guardie Svizzere, di Cédric Tornay, suo subordinato, e della moglie di Estermann, la venezuelana Gladys Romero. Le indagini appurano che i due coniugi furono uccisi mentre il giovane Tornay, che presenta un foro da proiettile nella parte posteriore del cranio, sembra essersi suicidato, probabilmente dopo aver commesso il duplice omicidio. Il caso suscitò molto scalpore e diede vita a varie teorie complottistiche.

## Fuga di documenti riservati - "Vatileaks"
Nel 2012 c'è stata una fuga di documenti riservati riguardante i rapporti all'interno e all'esterno della Santa Sede e il 25 maggio è stato arrestato dalla Gendarmeria Vaticana l'aiutante di camera di Benedetto XVI, il maggiordomo Paolo Gabriele, che è stata la prima persona arrestata dopo secoli. Gabriele è stato accusato di possesso illecito di documenti riservati utilizzati dal giornalista Gianluigi Nuzzi per il suo libro "Sua Santità" e per questo rischia 30 anni di carcere.

## Caso Józef Wesołowski
L'ex nunzio apostolico della Repubblica Dominicana Józef Wesołowski già ridotto allo stato laicale è stato arrestato il 23 settembre 2014 dalla Gendarmeria vaticana con l'accusa di abusi sessuali su minori e a possesso di materiale pedopornografico su espressa volontà di papa Francesco. Dopo un periodo ai domiciliari all'interno della Città del Vaticano è deceduto all'interno della sua abitazione il 27 agosto 2015.